# Герман Окунев
Герман Григориевич Окунев е руски композитор, пианист и музикален педагог.

## Младост
Герман Григориевич Окунев е роден на 14 юни 1931 г. в Ленинград. Учи в музикалното училище към Ленинградската консерватория в класа по пиано на Евгений Гейман и по композиция на Борис Клюзнер. По време на блокадата остава в града. След завършването му през 1947 г. постъпва в консерваторията в класа по композиция на Орест Евлахов и по пиано при Абрам Логовински. Завършва Ленинградската консерватория през 1956 г. От 1961 г. се обучава при Дмитрий Шостакович и през 1964 г. защитава докторантура заедно с Генадий Белов, Александър Мнацаканян, Борис Тишченко и Владислав Успенски.
Като студент изпълнява много концерти, и с особено желание – за деца. През летните ваканции ходи в пионерските лагери и свири на акордеон. Там се запознава с пионерската ръководителка Галина Сергеевна, която по-късно става негова съпруга.
За участието си в многобройните концерти за войниците и ранените, на 4 септември 1944 г. е награден с медал „За отбраната на Ленинград“.

## Киргизия
След завършването на консерваторията, Окунев е разпределен на работа в Киргизия. Това е времето, когато започва да действа резолюцията „За поправяне на грешки ...“ в областта на културата. Тогава местните ленинградци, отличаващи се с непокорното си поведение, след дипломирането си в университета, са „заточени“ чрез държавно разпределение в по-отдалечени места. Така Окунев попада в Киргизия, където в периода 1956 – 1964 г. е преподавател в Киргизкото музикално-хореографско училище в столицата Фрунзе (днес Бишкек). Това е удар за младия композитор, който така губи пряката връзка с музикалната среда на родния си град и дори самата възможност да се върне в нея, тъй като един по-дълъг престой извън града означава загуба на регистрацията, т.е. правото да живее и работи в Ленинград. Въпреки всичко, това е етапът на узряване на оригиналния талант на Окунев. В училището във Фрунзе той създава първия клас по композиция в Киргизия.
Окунев представя успешно киргизката музика на Декадата на музиката на Съюзните републики в Москва през 1958 г.
Условията на живот във Фрунзе са трудни за младата двойка, защото семейството няма къде да живее. Накрая те се обръщат за помощ към Дмитрий Шостакович, известен със своето внимание към ежедневните проблеми на колегите си. Шостакович веднага пише писмо до секретаря на Централния комитет на Комунистическата партия на Киргизстан и резултатът е незабавен – Окуневи получават едностаен апартамент.

## Ленинград
През 1964 г. Брежнев започва да се занимава с „подобряване“ на методите за борба с несъгласието на творческата интелигенция. През същата година Ермитажът организира изложба на живопис и графични произведения на „работници“ в икономическия сектор. Сред тях е художникът Михаил Шемякин, добре познат сред музикантите. Герман Окунев, който по това време се е сближил с Шемякин, присъства на изложбата и оставя ласкателни думи за художника в книгата за гости, както много други културни дейци. Ден по-късно изложбата е затворена, произведенията – запечатани, директорът на Ермитажа – уволнен, а книгата с отзиви – прибрана. Всички написани рецензии са взети под внимание, включително и тази на Окунев. По това време, след докторантурата, той точно е започнал да преподава композиция в Ленинградската консерватория. Непосредствените последици не закъсняват – неговата Първа симфония не може да бъде изпълнявана в Ленинград или в Москва. Самото съдържание на симфонията предизвиква очакване за връщане към „сянката на военното минало“, а скоро предстои навлизането на съветските войски в Чехословакия.
На 17 август 1968 година, плувайки с яхта по Ладожкото езеро и минавайки покрай стълбове за високо напрежение, електрически разряд удря Окунев и го изхвърля в езерото в безсъзнание. На повърхността го държи само гумено спасително яке без ръкави. Един от членовете на екипажа успява да го избута до яхтата и е откаран с линейка в болницата на град Сортавала, а след това – в Ленинград. Композиторът получава изгаряния от ІІ и ІІІ степен и боледува около месец. Няколко дни след инцидента руските танкове влизат в Прага, а администрацията на консерваторията решава, че е време да се справи с непокорните. Така, вместо да получи морална подкрепа след изживяния шок, Герман Окунев е лишен от класа по композиция и го оставят да преподава само теория на музиката.
Опитвайки се да се защити, като последен коз, той се записва в Университета по марксизъм-ленинизъм, който завършва две години по-късно с отличие. Но това не е достатъчно за реабилитацията му. Предлагат му да се присъедини към Комунистическата партия на Съветския съюз и тогава, според предлагащите, може би всичко ще се оправи – може да получи позицията на старши преподавател и дори доцент. Той отхвърля предложението и остава обикновен преподавател в катедрата по теория на музиката в Ленинградската консерватория. Сред учениците на Окунев са композиторите Умар Бексултанов, Владимир Сапожников и други.
През май 1973 г. Герман Окунев се готви за конкурс за преизбиране като преподавател в консерваторията. На 27 май, рано сутринта, пътува с жена си в кола, която попада в автомобилна катастрофа. Окунев е тежко ранен и 17 дни по-късно губи битката за живот. Умира на 13 юни 1973 г., в навечерието на рождения си ден, на 42 годишна възраст.
След трагедията изтощената от мъка вдовица се сблъсква с друго нещастие – изселване от двустайния апартамент. Отчаяна да не загуби архива на мъжа си, който изпълва цяла стая, тя отново се обръща за помощ към Шостакович. Като резултат апартаментът остава собственост на вдовицата и архивът на композитора е запазен. Този архив съдържа много непубликувани партитури, включително клавира на недовършения балет „Шинел“.

## Творчество
Герман Окунев пише редица творби, базирани на киргизкият фолклор. Създава и поредица от произведения, посветени на Ленинград и Северните територии.
Важно място в творчеството му заема музиката за деца. Темата за „щастливото детство“ звучи много широко в съветската музика през годините след войната. Творчеството на Окунев от онова време е наситено с лирически романси по стиховете на руски и съветски поети и са неотделими от неговите пионерски песни. Започва да пише за деца по инициатива на Николай Копчевски, музиколог и редактор на издателство „Музика“. В един от сборниците, издаден през 1968 г., са включени две пиеси на Окунев – „Жонгльорът“ и „Частушка“. В произведенията си за деца композиторът се изявява като завършен музикант – и като писател, и като пианист, и като учител. Такива са „Пионерска пролет“, „Капки“, а специално място заема сборникът от пиеси за пиано „Дъга“, напомнящ донякъде на „Микрокосмос“ от Бела Барток.
Паметта му съхранява и преживяванията през войната, които са изразени с драматично интензивните текстове на Първия струнен квартет. В същия емоционален дух е написана и „Баладата за Александър Матросов“ по текст на Лев Ошанин, вдъхновена от спомените на композитора за собственото му детство. Автобиографичният момент се появява и в студентските му произведения, включително „Симфониета“ от 1956 г.
Докато е в Киргизия Окунев създава клас по композиция в музикалното училище на Фрунзе и изучава националния фолклор. Пише сюитата „Киргизки акварели“ за оркестър от киргизките народни инструменти и три „Кю“ за пиано по музиката на киргизки акини (1957). Специална заслуга на Окунев пред киргизката музикална култура е създаването, заедно с Калий Молдобасанов, на балета „Куйручук“, поставен през 1960 в Киргизкия театър за опера и балет. Произведението е отличено с Първа национална награда през 1960 г . и награда ІІІ степен на Всесоюзния преглед на младите композитори в Москва през 1961 г.
Благодарение на активната подкрепа на Шостакович, редица творби на Окунев от началото на 1960-те години веднага започват да се изпълняват – Вторият струнен квартет, Поемата за цигулка и пиано и Квинтета „Ленинградски гравюри“ за дървени духови инструменти и валдхорни. Всички те бързо стават част от репертоара на различни изпълнители.
Най-значимата работа на Окунев по време на следдипломното му обучение, отбелязваща началото на творческата му зрялост, е неговата Първа симфония (1962 – 1964) – достойно продължение на Седмата симфония „Ленинградска“ на Шостакович. Житейският опит и на двамата композитори от блокадата на Ленинград дава несравним и красив резултат и в двете творби.
Автор е на статии, включително „Принципът на позиционирането в „Микрокосмоса “от Бела Барток“ (1972).

### Някои произведения[1][4]
- 1946 – Романси за глас и пиано по текстове на Михаил Лермонтов, Фьодор Тютчев, Иван Никитин, включително циклите „За Великата отечествена война“ по текстове на Бронислав Кежун, Всеволод Рождественски, Василий Лебедев-Кумач, Михаил Исаковски
- 1947 – Пиеса за пиано
- 1947 – Вариации за пиано
- 1948 – Сюита за цигулка и пиано
- 1949 – Три романса по текстове на Александър Пушкин
- 1950 – Квартет № 1 за 2 цигулки, виола и виолончело
- 1951 – Вариации за виолончело и пиано
- 1952 – Мелодия и Скерцо
- 1953 – Концерт за пиано и симфоничен оркестър
- 1953 – Пионерска сюита за пиано
- 1955 – 4 романса по стихове на Иван Никитин, Александър Пушкин и Платон Воронко
- 1956 – Хорове по текстове на руски и съветски поети, в това число „Приветствена песен“ по текст на Андрей Малишко
- 1956 – Симфониета
- 1957 – Балада за Александър Матросов за баритон и симфоничен оркестър, по текст на Лев Ошанин
- 1957 – „Три кю“ („Три мелодии“) по теми на киргизките акини – цикъл за пиано в три части – 1. Керозон, 2. Карагул, 3. Ботой
- 1958 – Детска сюита „Моят ден“
- 1958 – Сюита „Киргизки акварели“ за киргизки народни инструменти
- 1959 – „Еки бий“ – два киргизки танца за пиано на 4 ръце
- 1959 – 12 прелюдии
- 1960 – Симфониета за симфоничен оркестър
- 1960 – Балет „Куйручук“, съвместно с киргизкия композитор Калий Молдобасанов
- 1962 – Квартет № 2
- 1962 – „Из пътеписния дневник“
- 1964 – Симфония № 1
- 1964 – Квинтет „Ленинградски гравюри“ за дървени духови инструменти и валдхорни
- 1964 – 12 детски миниатюри
- 1965 – Детски пиеси
- 1965 – Сюита „На празничната Нева“
- 1965 – Скерцо и адажио за тромбон и пиано
- 1965 – Сонатина и вариации
- 1966 – Сюита за две пиана и ударни инструменти, аранжимент на „На празничната Нева“
- 1966 – Цикъл „Отзвуци от Севера“
- 1967 – Концерт за обой с камерен оркестър
- 1968 – Концерт за обой и камерен оркестър
- 1968 – Вокален цикъл за сопран и пиано по стихове на Марина Цветаева
- 1968 – Детски хорове
- 1970 – Симфония № 2, посветена на диригента Виктор Барсов
- 1970 – Сонатина за туба и пиано
- 1971 – Сюита „Пионерска пролет“ за две пиана и ударни инструменти
- 1971 – Скерцино за кларинет и пиано
- 1971 – Сюита „Природни изненади“ за детски или женски хор, акапелно, по текст на Иван Демянов
- 1971 – Квартет за тромбони „Метаморфози“
- 1971 – Хорова музика „Трите палми“ за смесен хор, акапелно, по текст на Михаил Лермонтов
- 1972 – Концерт за пиано с камерен оркестър
- 1972 – „Капки“ за две пиана
- 1972 – Сборник пиеси за пиано „Дъга“, за деца
- 1973 – „Бързо движение“
- 1973 – Балет „Шинел“ по Николай Гогол – незавършен